# 七公主 (無綫電視劇)
《七公主》（英語：Battle Of The Seven Sisters），為香港電視廣播有限公司拍攝製作的時裝喜劇、愛情都市、熱血勵志電視劇，由黃翠如、林夏薇及高海寧領銜主演，由江嘉敏、陳瀅、鄺潔楹、劉佩玥、陳曉華、陸永、鄭子誠、徐榮、丁子朗、林韦辰、马海伦及吳子聯合演出，并由陈山聪特别演出，監製陳維冠。
此劇為2021無綫節目巡禮十四部劇集之一及2021年香港國際影視展推介劇集之一；第五集起由大班冰皮月餅贊助。
此劇講述七個不同年齡層女性的故事，一班女性相遇相交，甚至交惡，從認識彼此的過程中學習，從而解決自身問題。台灣由LiTV 線上影視、 myVideo 於2021年8月9日起同步播出。
此劇於《萬千星輝頒獎典禮2021》獲頒「最佳劇集」，林夏薇憑此劇奪得「最佳女主角」，成為視后，此劇演員丁子朗亦奪得「飛躍進步男藝員」。

## 演員表

### 顧家
| 演員   | 角色   | 暱稱／關係 |
| 劉 丹  | 顧百方 | 隱形富豪，生性風流 龔儷之前夫，已於十幾年前離異 趙嬋之舊情人 顧靈珊、顧青桐、顧語嫣、顧雙兒、趙君月、宋允基之父 方楚瑜之助養人，並化名Uncle Ken 崔銘軒之岳父 喜歡金庸小說 患有肺癌，委託司徒北辦理後事及分配遺產事宜 於第1集逝世 |
| 馬海倫 | 龔 儷  | Shirley、龔大狀 退休大律師 顧百方之元配，已於十幾年前離異 顧靈珊、顧青桐、顧雙兒之母 患有腦退化症，現居住在療養院 於第2集登場 於第19集被顧靈珊揭發與程霄有曖昧關係，並與她反目，後於同集在顧雙兒出獄後探望其時被發現精神有異 於第20集聲稱與顧靈珊斷絕母女關係 於第26集原諒顧靈珊並認得顧青桐及顧雙兒 |
| 黃翠如 | 顧靈珊 | Alison、Miss Koo（張文豪專稱） 大律師 顧百方、龔儷之長女，爲顧家「大公主」 顧青桐、顧雙兒之長姊，與顧青桐不和，後和好 顧語嫣、趙君月、宋允基同父異母之長姊，與顧語嫣不和，後和好 君月無血緣關係之長姊 葉子禮之大學師妹兼情婦 張文豪之舊補習老師兼暗戀對象 喜歡聽古典音樂及跑步 於第1集因打官司而與顧語嫣結怨，同集得知顧語嫣為顧百方跟另一個女人所生的女兒 於第2集被顧語嫣潑糞便，於同集在顧百方的遺書中得知其有第五名女兒趙君月，並被其要求尋回趙君月，回報是千萬遺產 於第7集通過在法庭上揭露顧青桐的傷痛的過去成功替顧青桐辯護成功，卻惹來顧雙兒反感 於第10集在胡映雪的官司中雖盡力但最終敗訴，間接導致其跳樓自殺身亡 於第11集被公開與葉子禮的婚外情，同集誤會是顧青桐公開而掌摑其 於第13集開始擔任顧雙兒案件的律師，並於第15集成功替顧雙兒爭取到最少刑罰 於第17集開始對葉子禮表現冷淡 於第19集在君月設局下得悉程霄與龔儷舊情人之關係並與程霄對質；同集被葉子禮之妻金倩欣上門掌摑 於第20集開始出現幻覺，常看見胡映雪而成為心魘 於第21集得悉是趙君月公開自己與葉子禮的婚外情，於同集協助趙君月取回趙嬋的骨灰，並從其繼父關一鳴口中得知其真實身世，後將真相告知趙君月 於第22集正式向葉子禮提出分手 於第24集擔任宋允基的辯護律師，在得知檢控與法官的身份後倍感壓力 於第25集在法庭上處於下風，因繁忙而忘記吃藥；同集做噩夢後再現幻覺情緒崩潰，幸得顧青桐與顧雙兒陪伴後不再有幻覺，並與二人正式修復姊妹關係 於第26集因方楚瑜在劍擊比賽中獲勝而情不自禁與張文豪相擁 名字源自岳靈珊（笑傲江湖） |
| 高海寧 | 顧青桐 | Ching、阿青 Uber司機／業餘驚慄小說作家 顧百方、龔儷之次女，爲顧家「二公主」 顧靈珊之妹，與其不和，後和好 顧雙兒之次姊 顧語嫣、趙君月、宋允基同父異母之次姊 君月無血緣關係之次姊 林迅之前女友，與其育有一女 與父親最聊得來也最愛纏著他，寫作啟發與靈感源於他 年輕時因龔儷和顧靈珊舉報林迅與仍是未成年的自己發生性關係而與她們反目，後離家出走並染上毒癮而被判入女童院一年，同時發現懷有三個月身孕，生下女兒後大病一場而在迷糊中被龔儷欺騙簽下放棄女兒撫養權的文件，至此與女兒失聯 與馬崎駿有感情線 於第3集在顧百方的遺書中得知顧語嫣是同父異母之妹，並被其告知想得到千萬遺產就必須幫顧語嫣增肥及恢復健康 於第20集在顧百方的遺書中得知在韓國還有一名同父異母的妹妹 於第23集終成為人氣小說家，並提攜馬崎駿擔任小說封面畫家；同集發生一夜情 於第24集因馬崎駿自作主張要與自己到加拿大尋找女兒而不滿，最終不歡而散 於第25集在顧靈珊情緒失控時陪伴其並修復姊妹情 於第26集從馬崎駿口中得知女兒林曉芝線索，同集接受顧靈珊送贈機票決定前往加拿大尋找女兒 名字源自霍青桐（書劍恩仇錄） |
| 林夏薇 | 顧語嫣 | Grace We Zone共享工作間分店經理 顧百方之三女，爲顧家「三公主」 顧靈珊、顧青桐同父異母之妹，與顧靈珊不和，後和好 顧雙兒、趙君月、宋允基同父異母之三姊，特別關照宋允基 君月無血緣關係之三姊 崔銘軒之遺孀，與其共養愛貓阿懵，一直未能走出喪夫陰霾 因王男與亡夫外貌相似而出租其為男友，後期與王男有感情線 曾經小產 於第1集丈夫遇車禍，後更得知肇事司機之代表律師顧靈珊為其同父異母之姊 於第2集向顧靈珊潑糞便 於第4集從父親遺囑中得知若想得到千萬遺產就必須幫顧靈珊尋找結婚對象，並因需要爲叔仔還錢而接受任務 於第9集前一直深陷於丈夫仍健在的幻想中，直到誤以為愛貓阿懵被其殺害才清醒 於第19集誤會宋允基的泡菜導致公司職員食物中毒，並因此與其結緣 於第22集決定接手棟篤吧，卻遭王男痛罵 於第23集與宋允基相認 於第24集辭去We Zone的工作 於第25集指責顧靈珊打官司不擇手段抹黑他人；同集婉轉拒絕沈昭然 於第26集通過卓美雅與宋允基的回憶打動其在法庭上說出真相；同集得知王男在背後為自己做的一切，並贈與王男與沈昭然黃酒杯花，示意把他們當成好朋友，而不會選擇任何一方 名字源自王語嫣（天龍八部） |
| 江嘉敏 | 顧雙兒 | Hailey、阿兒 鋼琴老師／老千 顧百方、龔儷之幼女，爲顧家「四公主」 顧靈珊、顧青桐之妹 顧語嫣同父異母之妹 趙君月、宋允基同父異母之四姊 君月無血緣關係之四姊 美國哈夫頓學院校友，因被揭發替方嘉杰寫論文而未能完成音樂學院課程 於第4集登場 於第7集開始以假學歷替富家子女上鋼琴課 於第13集被識破以假學歷教鋼琴而惹上官司 於第15集遭方嘉杰扭轉口供，後對方再改成有利口供而只被判入獄十二週 於第19集出獄 於第22集決定與舊拍檔成立新補習社 名字源自雙兒（鹿鼎記） |
| 陳 瀅  | 趙君月 | Moon 現名君月，原名胡頌秋 便利店店員 顧百方、趙嬋無血緣關係之女 顧靈珊、顧青桐、顧語嫣、顧雙兒無血緣關係之五妹 宋允基無血緣關係之五姊 關一鳴之繼女 在四川家鄉長大，後回港並棄姓兼改爲現用名字 於第10集登場 於第11集將顧靈珊及葉子禮的婚外情向記者報料 於第19集起爲報仇而在龔儷居住的老人院擔任兼職護理員 於第20集被關一鳴搶去亡母之骨灰，並被其要脅要三十萬才能取回 於第21集偷去顧百方之骨灰以勒索顧家姊妹三十萬，後從顧靈珊口中得知真正的趙君月於一歲時因重病而夭折，因其母無法接受此現實而收養其本人，亦因此一直誤以爲自己爲顧百方之女兒；在得知真實身世後決定離港 於第26集回港重聚並被顧家姊妹接受代真正之趙君月成為顧家「五公主」 |
| 不適用 | 趙君月 | 別名顧君月 顧百方、趙嬋之亡女 顧靈珊、顧青桐、顧語嫣、顧雙兒同父異母之亡妹 宋允基同父異母之亡五姊 於一歲時因重病而夭折，被母親收養胡頌秋來替代其身份 |
| 丁子朗 | 宋允基 | 宋基 別名顧小寶 共享空間新會員 手機應用程式開發員／韓國華僑 樂天單純，性格害羞 顧百方、張慧玉之子，顧家唯一男丁 顧靈珊、顧青桐、顧語嫣、顧雙兒、趙君月同父異母之弟，不時有顧語嫣的關照 卓美雅之青梅竹馬，並暗戀其 君月無血緣關係之弟 於第18集登場，因請大家吃泡菜後眾會員食物中毒而被懷疑爲事故元兇 於第19集與顧語嫣打賭而吃掉所有泡菜來證實與其無關，最後證實中毒事件另有原因 於第21集末重遇卓美雅 於第23集被發現爲顧家姊妹之親弟，後被卓美雅誣告強姦 於第26集卓美雅澄清自願與他發生性行為後被當庭釋放，後來被眾家姐封爲「七公主」 別名源自韋小寶（鹿鼎記） |

### Alfred Ching's Chambers
| 演員   | 角色   | 暱稱／關係 |
| 杜燕歌 | 程 霄  | Alfred、Uncle Ching、程Uncle 大律師 顧靈珊之師父 龔儷之舊情人，對方因腦退化而當其爲女兒之班主任 於第19集被顧靈珊揭發與龔儷舊情人之關係而反目，後於同集交代被顧靈珊趕走而返回英國 |
| 黃翠如 | 顧靈珊 | Alison、顧大狀 大律師 程霄之徒弟 李朗之師父 參見顧家 |
| 邵卓堯 | 譚健泰 | Paul 事務律師 |
| 李 豪  | 李 朗  | Roy 實習律師 顧靈珊之徒弟 |
| 倪嘉雯 |        | 接待員（第1、12、24集） |
| 蔡菀庭 |        | 秘書（第12、14、19、24集） |

### 司徒北律師行
| 演員   | 角色   | 暱稱／關係 |
| 林韋辰 | 司徒北 | Matthew 事務律師 Queenie之夫 方楚瑜之師父 顧百方之好友，並被其委託辦理後事及分配遺產事宜 負責向顧家姊妹交託顧百方之任務，並受顧百方所託代其以Uncle Ken的身份與方楚瑜傾訴 於第26集被顧家姊妹認其爲眾人之大哥 |
| 鄺潔楹 | 方楚瑜 | Jasmine 實習事務律師 司徒北之徒弟 君月之好友，最後成其名義上之妹 童年時父親去世，後由Uncle Ken一直助養 於第24集原本以爲其助養人爲司徒北，後得知對方爲顧百方 於第26集被顧家姊妹認爲「六公主」 參見LEHK劍舍   |

### We Zone共享空間
| 演員   | 角色   | 暱稱／關係 |
| 區軒瑋 | Carson | 嚴生 共享空間高層 沈昭然之上司（第21、24集） |
| 鄭子誠 | 沈昭然 | Philip 共享空間香港副總裁 劍擊高手，有「劍神」之稱 顧語嫣之上司兼好友，一直暗戀其 於第20集成方楚瑜之劍道師父 於第25集向顧語嫣表白但被拒絕                                                      |
| 林夏薇 | 顧語嫣 | Grace 共享工作間分店經理 沈昭然之下屬、好友兼暗戀對象 於第24集辭職 參見顧家 |
| 黃碧蓮 | 楊嘉莉 | Daisy 共享空間職員 |
| 譚永浩 | 曹政之 | Jack 共享空間職員 |
| 區明妙 | 李慧清 | Bella 共享空間職員 |
| 彭翔翎 | 歐善娜 | Hazel 共享空間職員 |
| 吳家樂 | 劉得勝 | 共享空間會員 劉政之父 於第17集登場，因妻子梁美恩被羅文彪砍傷昏迷而向對方追討索償 於第18集因覺二百萬賠償不夠而想自殺 於第19集接受賠償數目，但最後仍然忍受不住壓力而自殺，讓兒子有多一筆人壽保險 |
| 丁子朗 | 宋允基 | 宋基 共享空間新會員 參見顧家 |
| 鄧美欣 |        | 共享空間職員 |
| 黃穎君 |        | 共享空間職員 |
| 馬俊傑 |        | 共享空間咖啡師 |
| 譚坤倫 | 黃 生  | 共享空間會員 |
| 曾海昌 |        | 共享空間會員 |
| 章景恆 | 鄭 生  | 共享空間會員 |
| 梁珈詠 |        | 共享空間會員 |
| 吳綺珊 |        | 共享空間會員 |
| 郭千瑜 | Kay    | 共享空間會員 |
| 梁志光 | 徐 生  | 共享空間會員（第3集） |
| 蔡國威 | 曾子駱 | 共享空間會員 劉得勝之朋友（第17－19集） |

### LEHK劍舍
| 演員   | 角色   | 暱稱／關係 |
| 蔡錦成 | 堅Sir  | 劍舍教練 姚天鈞、張文豪、茶走、阿Ｂ、阿貓、阿仙之師父 曾與沈昭然有四次公開對決，各贏兩次（第11－12、18、23、26集）                                                              |
| 李建方 | 石Sir  | 劍舍教練 方楚瑜、少甜、蕃茄之師父（第12、18、20集） |
| 李君妍 | 姚天鈞 | Scarlett 劍舍成員／劍壇新星 福岡女子錦標賽重劍冠軍 方楚瑜之師姐，看不起對方劍術不及自己 劍擊教練爲堅Sir 於第10集登場 於第26集敗給方楚瑜                                         |
| 吳子   | 張文豪 | Aden、Peter仔（前稱） 劍舍成員／物理治療師 顧靈珊之舊相識兼學生，並暗戀其 方楚瑜之師兄兼暗戀對象 劍擊教練爲堅Sir 於第5集登場                                                    |
| 鄺潔楹 | 方楚瑜 | Jasmine 劍舍成員／實習事務律師 顧百方之養女 姚天鈞之師妹，與其不和 張文豪之師妹，並暗戀其 劍擊教練初時爲石Sir，後爲求突破而拜沈昭然爲師 於第26集成功打敗姚天鈞 參見司徒北律師行 |
| 陳諾忠 | 茶 走  | 劍舍成員 劍擊教練爲堅Sir |
| 陳戩浩 | 阿 Ｂ  | 劍舍成員 劍擊教練爲堅Sir |
| 李嘉晉 | 阿 貓  | 劍舍成員 劍擊教練爲堅Sir |
| 尹詩沛 | 阿 仙  | 劍舍成員 姚天鈞之朋友 方楚瑜之師姐，與其不和 劍擊教練爲堅Sir |
| 丁樂鍶 | 少 甜  | 劍舍成員 劍擊教練爲石Sir |
| 梁百川 | 蕃 茄  | 劍舍成員 劍擊教練爲石Sir |
| 吳卓衡 |        | 劍擊手（第10－13、20、22集） |
| 伍凱鳴 |        | 劍擊手（第10－13集） |
| 劉嘉瑤 |        | 劍擊手（第11－12、18、20、22－23集） |
| 李明芙 |        | 劍擊手（第12集） |
| 黃子桐 |        | 劍擊手（第12集） |
| 黎璟欣 |        | 劍擊手（第12集） |
| 厲曉芝 |        | 劍擊手（第12－13集） |
| 馬卓軒 |        | 教練／裁判（第10－12、18、20、22－23、26集） |
| 陸永雋 |        | 教練（第12、18、20、22－23、26集） |

### 棟篤吧
| 演員   | 角色   | 暱稱／關係 |
| 秦 煌  | 東 叔  | 棟篤吧老闆 王男之好友 文言素生前之老闆 於第11集登場 於第22集因年紀問題預備將酒吧轉讓 於第24集將酒吧出售給顧語嫣，後繼續助其打理酒吧 |
| 林夏薇 | 顧語嫣 | Grace 棟篤吧新老闆，於第24集接手 參見顧家 |
| 徐 榮  | 王 男  | Gordon 棟篤笑表演者／街頭藝術家 文言素之夫，在妻子死後自暴自棄 因與顧語嫣亡夫外貌相似而被其當爲老公，對方接受現實後與其成為好友 被沈昭然視為情敵，後助他追求顧語嫣 於第6集登場 於第26集準備離港，但被沈昭然挽留並說出一早知他對顧語嫣有意思，願意與其公平競爭 |
| 趙希洛 | 文言素 | Diana 棟篤吧已故酒保 王男之亡妻，爲其棟篤笑演出第一個有反應的觀眾，後因癌症病逝 因王男不喜歡鹹柑桔但想讓其養聲而調配出一種有鹹柑桔的雞尾酒，並命名為「Gordiana」，取自王男的「Gordon」及自己的「Diana」 在崔銘軒向顧語嫣求婚時在場，後作東請二人喝Gordiana    |
| 程浩駿 |        | 酒保 |
| 鄧永健 |        | 棟篤笑演員（第11集） |
| 張明偉 | Shawn  | 小提琴演奏家（第12－13集） |

### 補習團隊
- 于第15集解散，于第23集重组

| 演員   | 角色   | 暱稱／關係 |
| 江嘉敏 | 顧雙兒 | Hailey、Miss Koo 鋼琴老師 方嘉杰之好友 劉金水、李柏聲之舊同學 Dickson之鋼琴老師 與眾拍檔以假資歷教學生，後被識破 於第22集決定重開團隊，主要爲基層家庭服務 參見顧家 |
| 黃浩霆 | 方嘉   | Tommy、方Sir 英文補習老師 顧雙兒之好友 Dickson之英文補習老師 因當初讓顧雙兒替其考試後被校方發現後未畢業就回港 於第7集登場，向顧雙兒提議以假學歷替富家子女補習 於第14集因擔心入獄後不能保護被父親虐打之母親而改口供指證顧雙兒 於第15集再爲對方改成有利供詞，自己最後被判入獄十週 於第23集歸隊 |
| 林俊其 | 劉金水 | 阿水 小提琴老師 顧雙兒之中學同學 於第7集登場，本是侍應生，後答應顧雙兒與方嘉杰合作 於第13集因私下接工作而翻臉並被踢走 |
| 羅永健 | 李柏聲 | 大提琴老師 顧雙兒之舊同學 於第10集登場，以假學歷教富家學生 於第15集被判入獄十週 於第23集歸隊 |
| 施焯日 | 林子輝 | 長笛老師 於第10集登場，以假學歷教富家學生 於第15集被判入獄十週 於第23集歸隊 |

### 馬家
| 演員   | 角色   | 暱稱／關係 |
| 曾慧雲 | 馬慧梅 | 四朵金花漢堡包店店主 馬崎駿之四位家姐 爲助其弟得到靈感而扮演不同角色，包括月野兔 非常疼愛其弟並願意出錢助其完成出漫畫書夢想 |
| 樊亦敏 | 馬慧蘭 | 四朵金花漢堡包店店主 馬崎駿之四位家姐 爲助其弟得到靈感而扮演不同角色，包括月野兔 非常疼愛其弟並願意出錢助其完成出漫畫書夢想 |
| 蘇麗明 | 馬慧菊 | 四朵金花漢堡包店店主 馬崎駿之四位家姐 爲助其弟得到靈感而扮演不同角色，包括月野兔 非常疼愛其弟並願意出錢助其完成出漫畫書夢想 |
| 葉凱茵 | 馬慧竹 | 四朵金花漢堡包店店主 馬崎駿之四位家姐 爲助其弟得到靈感而扮演不同角色，包括月野兔 非常疼愛其弟並願意出錢助其完成出漫畫書夢想 |
| 陸 永  | 馬崎駿 | Hanson、十五少 漫畫家 馬慧梅、馬慧蘭、馬慧菊、馬慧竹之弟 因需顧青桐扮美少女戰士才得到靈感而成好友 於第8集登場 於第23集與顧青桐戀上後決定代其到加拿大找回失散女兒 於第26集回港並承認已找到對方女兒 名字為漫畫家馬榮成和宮崎駿的合體 |

### 其他演員
| 演員     | 角色                          | 暱稱／關係 |
| 劉佩玥   | 卓美雅                        | Maya、Ｍ小姐（法庭代號） 韓國華僑／韓國當紅模特兒 宋允基之青梅竹馬兼暗戀對象 戴偉鏘之女友，一度反目，最後和好 於第21集末登場 於第22集開始被誤會爲顧百方失散之女 於第23集揭出宋允基才爲顧家親弟，後因與男友鬧翻而喝醉酒並與宋允基到酒店發生關係，男友到場後聲稱被強姦 於第26集預備與男友回韓國，但最後決定向法庭承認因不想失去男友而捏造事實來誣告宋允基 |
| 陳曉華   | 胡映雪                        | Y小姐（法庭代號） 貿易公司高級秘書 盧女士之女 劉世峰之朋友，與其捲入一宗顧靈珊當其律師之強姦官司 於第8集登場 於第10集因劉世峰脫罪而跳樓自殺身亡 |
| 陳曉華   | 胡映雪                        | 顧靈珊之幻覺 於第20集開始在顧靈珊幻覺中出現 於第25集因卓美雅被強姦一案而在被幻想出來並導致顧靈珊崩潰 |
| 徐 榮    | 崔銘軒                        | 顧語嫣之亡夫 崔銘翰之亡兄 生前有玩劍擊 在棟篤吧求婚，與其樣貌相似之王男當時也在場 於第1集遭遇車禍重傷，後於翌日不治身亡，其死嚴重影響其妻之精神狀態 |
| 陳山聰   | 葉子禮                        | Duncan 私募基金創辦人 金倩欣之夫，與其育有一女 顧靈珊之大學師兄兼情夫 於第1集登場 於第11集與顧靈珊之婚外情被揭穿 於第20集被交代向妻子提出離婚 於第22集決定不會離婚，但仍然想與顧靈珊維持關係，對方卻提出分手 （特别演出） |
| 戴耀明   | 吳飛龍                        | 顧青桐之好友 林迅之舊兄弟 夏玉鳳之男友，後分手 因扮一拳超人助馬崎峻得到靈感而成爲好友 於第2集登場 於第26集與改過自新之夏玉鳳重拾關係 |
| 謝東閔   | 戴偉鏘                        | Barry 富家公子 卓美雅之男友 於第22集登場 於第23集與女友鬧翻，後來發現女友與宋允基發生關係 於第26集因遭父母不滿女友惹上官非而提出與其遠赴韓國生活，最後於庭上得知對方誣告被強姦但原諒其 |
| 莫偉文   | 徐 伯                         | 奶茶師傅（第1、11、14、22集） |
| 湯俊明   | Peter                         | 檢控官（第1、14－15集） |
| 林漪娸   | 歐陽太                        | 歐陽鈿之母（第1集） |
| 黃耀煌   | 歐陽鈿                        | Ryan 歐陽太之子 因吸食大麻而撞死崔銘軒，由顧靈珊爲其脫罪（第1集） |
| 姚瑩瑩   | 李淑芬                        | 證人（第1集） |
| 張本立   |                               | 法官（第1、14－15集） |
| 陳國峰   |                               | 顧青桐故事黑衣人（第1集） |
| 陳國峰   | 林 迅                         | 迅哥 過氣黑社會大哥 顧青桐之前男友 吳飛龍之老大 十年前因避仇家而在緬甸裝死，當時不知顧青桐懷有其骨肉，現回來表面運送盆菜，但實爲可卡因，最後被捕並爲免連累女友而認罪（第4－7集） |
| 陳國峰   | 雅典娜父                      | 馬崎駿漫畫角色（第13集） |
| 衛志豪   | Don                           | 車房老闆 顧青桐之男友（第1－2集） |
| 李漫芬   | 劉 太                         | 惡闊太（第1集） |
| 鄧朴晴   |                               | 闊太（第1集） |
| 胡天佑   |                               | 保安（第1集） |
| 吳文舜   |                               | 保安（第1集） |
| 范仲     |                               | 司機（第1集） |
| 范仲     | 陪審團（第8－10集）           | |
| 范仲     | 途人（第11、13集）            | |
| 范仲     | 客人（第22、24集）            | |
| 范仲     | 觀眾（第26集）                | |
| 莫家淦   |                               | 法庭書記（第1、3集） |
| 蕭文諾   |                               | 檢控助手（第1、14－15、24－26集） |
| 蕭文諾   | 主控助手（第6集）             | |
| 蕭文諾   | 客人（第8－9、22－23集）      | |
| 蕭文諾   | 途人（第13、21集）            | |
| 馮柏堯   |                               | 檢控助手（第1、14－15、24－26集） |
| 馮柏堯   | 客人（第4、6、8－9、23集）    | |
| 鍾梓甜   |                               | 客人（第1、22－24、26集） |
| 鍾梓甜   | 杜梓仁之朋友（第6集）         | |
| 鍾梓甜   | 陪審團（第8－10集）           | |
| 鍾梓甜   | 途人（第11、13集）            | |
| 周亦鵬   |                               | 客人（第1、4、6、8－9、15、22－23、26集） |
| 周亦鵬   | 途人（第11、13集）            | |
| 陳銳峰   |                               | 客人（第1、4、6、8－9、22－23、26集） |
| 陳銳峰   | 賭客（第13、16集）            | |
| 陳嘉俊   |                               | 客人（第1、4、8－9、12、14－15、17、22、24集） |
| 陳嘉俊   | 陪審團（第6集）               | |
| 陳嘉俊   | 途人（第11集）                | |
| 陳嘉俊   | 小提琴手（第23集）            | |
| 陳嘉俊   | 觀眾（第26集）                | |
| 陳熙蕊   |                               | 客人（第1、6、8－9、15、17、22集） |
| 陳熙蕊   | 途人（第5、7、13、21集）      | |
| 陳熙蕊   | Luna                          | 朋友（第16集） |
| 陳熙蕊   | 侍應（第23集）                | |
| 陳熙蕊   | 觀眾（第26集）                | |
| 李芷晴   |                               | 客人（第1、6、8－9、23集） |
| 李芷晴   | 途人（第11、13、21集）        | |
| 李芷晴   | Rainbow                       | 朋友（第16集） |
| 李明芙   |                               | 客人（第1、4、6、8－9、15、17、23、26集） |
| 李明芙   | 途人（第11、13、21集）        | |
| 李明芙   | 劍擊手（第12集） 參見LEHK劍舍 | |
| 李明芙   | Yuki                          | 朋友（第16集） |
| 林慧君   |                               | 客人（第1、4、8－9、12、15、17、22－23、26集） |
| 林慧君   | 劉大狀之助手（第3集）         | |
| 林慧君   | 途人（第5、7、11、13、21集）  | |
| 林慧君   | 陪審團（第6集）               | |
| 黎文傑   |                               | 客人（第1、4、6、8－9、15、22－23、26集） |
| 黎文傑   | 途人（第5、7集）              | |
| 黎文傑   | 賭客（第13、16集）            | |
| 黎文傑   | 善終人員（第17集）            | |
| 林可悅   |                               | 客人（第1、4、6－8－9、15、17、23集） |
| 林可悅   | 途人（第11、13、21集）        | |
| 文竣瑋   |                               | 客人（第1、4、6－8－9、15、17、22－23、26集） |
| 文竣瑋   | 途人（第11、13、21集）        | |
| 蕭百成   |                               | 客人（第1、6、8－9、22－24集） |
| 蕭百成   | 途人（第5、7、11、21集）      | |
| 蕭百成   | 賭客（第13、16集）            | |
| 蕭百成   | 觀眾（第26集）                | |
| 鄔嘉駿   |                               | 客人（第1、6、8－9、15、22－23、26集） |
| 鄔嘉駿   | 黎大狀之助手（第4集）         | |
| 鄔嘉駿   | 善終人員（第17集）            | |
| 陳勉良   | 壽 伯                         | 老人院院友（第2－3、16、19、21、26集） |
| 馮素波   | 香 姑                         | 老人院院友（第2－3、16、19、21、26集） |
| 程可為   | 靚 嬸                         | 老人院院友（第2－3、16、19、21、26集） |
| 陳念君   | 林姑娘                        | 老人院護理（第2－3、14、16、19、21、26集） |
| 彭美嫦   |                               | 老人院院友（第2－3、16、19、21、26集） |
| 游五珠   |                               | 老人院院友（第2－3、16、19、21、26集） |
| 劉燕嫦   |                               | 老人院院友（第2－3、16、19、21、26集） |
| 梅 芬    |                               | 老人院院友（第2－3、16、19、21、26集） |
| 柳秋紅   |                               | 老人院院友（第2－3、16、19、21、26集） |
| 黃 華    |                               | 老人院院友（第2－3、16、19、21、26集） |
| 千 雪    |                               | 寵物店店主（第2集） |
| 計祥龍   |                               | 惡霸（第2集） |
| 馮柏然   |                               | 司機（第2集） |
| 譚嘉儀   | 夏玉鳳                        | 吳飛龍之女友 因不滿被分手而報復對方，且誣告顧青桐傷人，被揭發後改過自新，過一段時間後回來並與其複合（第2－3、26集） |
| 崔錦棠   | 毛大狀                        | 大律師（第2－3集） |
| 蘇恩磁   | 簡律師                        | 事務律師（第2－3集） |
| 甄詠珊   | 趙 嬋                         | 夜總會小姐 顧百方之舊情人 關一鳴之妻 趙君月之母 於趙君月十六歲時病逝，後被發現其親生女兒於一歲時因重病而夭折，而現在的趙君月爲其後來收養（第2、8、10、18、21集） |
| 鄭卓男   | 羊 仔                         | 顧青桐接送之小孩（第2集） |
| 廖家爵   | 王沙展                        | 便衣探員（第2、13－14集） |
| 黃智賢   | 智毅                          | 大狀 大律師 受好友顧靈珊所託爲顧青桐抗辯（第3集） 參見《四個女仔三個BAR》 |
| 洋       | 福 伯                         | 老人院院友（第3、16、19、21、26集） |
| 姚亦澧   | 劉大狀                        | 代表律師（第3集） |
| 洪資訊   |                               | 法官（第3集） |
| 煒 烈    | 羅家炳                        | 羅波記股東 羅家任、羅家敏之兄（第3－4集） |
| 宋憲樺   |                               | 龕場職員（第3集） |
| 劉日東   | 軒 父                         | 顧語嫣之家公 崔銘軒、崔銘翰之父（第3集） |
| 高爾珩   | 軒 母                         | 顧語嫣之家婆 崔銘軒、崔銘翰之母（第3集） |
| 李 岡    | 羅家任                        | 羅波記股東 羅家炳之弟 羅家敏之兄（第4集） |
| 溫裕紅   | 羅家敏                        | 羅波記股東 羅家炳、羅家任之妹（第4集） |
| 祝文君   | 羅 太                         | 羅家炳之妻（第4集） |
| 馮康寧   | 關先生                        | 羅家敏之夫（第4集） |
| 林靖文   | 敏大女                        | 羅家敏之女（第4集） |
| 杜大偉   | 黎大狀                        | 代表律師（第4集） |
| 鄧英敏   |                               | 法官（第4集） |
| 李家鼎   | 劉達通                        | 羅波記總廚（第4集） |
| 楊家輝   | 王健明                        | 羅波記職員（第4集） |
| 秦啟維   |                               | 法庭書記（第4、6、8－10集） |
| 曾健明   |                               | 保安員（第4、16、18集） |
| 沈可欣   |                               | 老闆娘（第4、11、17、24集） |
| 陳顥天   |                               | 劍擊手（第4集） |
| 黃煒溏   | 釗 哥                         | 萬里香盆菜老闆 可卡因拆家（第5集） |
| 張詩欣   | 黃小姐                        | 辯方證人（第5集） |
| 鄭詠謙   |                               | 主控（第5集） |
| 張俊平   |                               | 法官（第5集） |
| 王致狄   | 陳 生                         | 控方證人（第5集） |
| 沈愛琳   |                               | 法庭書記（第5、14集） |
| 關曜儁   |                               | 警員（第5－6集） |
| 羅 鴻    |                               | 保安（第5、18集） |
| 伍禮騫   |                               | 乘客（第5集） |
| 伍禮騫   | 法庭書記（第24－26集）        | |
| 馮子亮   |                               | 途人（第5－7、13、21集） |
| 馮子亮   | 陪審團（第24－26集）          | |
| 魏惠文   |                               | 主控官（第6集） |
| 章志文   | 蔣律師                        | 代表律師（第6－7集） |
| 紀保羅   |                               | 法官（第6集） |
| 林景程   | 杜梓仁                        | Eric 物理治療師 張文豪之同事（第6、16集） |
| 何晉樂   |                               | 酒保（第6集） |
| 李梓謙   |                               | 便衣探員（第6集） |
| 李梓謙   | 途人（第13、21集）            | |
| 李梓謙   | 客人（第23集）                | |
| 簡家麒   |                               | 便衣探員（第6集） |
| 姚宏遠   |                               | 便衣探員（第6集） |
| 譚焯升   |                               | 便衣探員（第6集） |
| 譚焯升   | 觀眾（第26集）                | |
| 孟希璘   |                               | 便衣探員（第6集） |
| 孟希璘   | 觀眾（第26集）                | |
| 陳國基   |                               | 阿伯（第6集） |
| 羅 蘭    | 羅 蘭                         | 顧青桐靈異故事人物（第7集） |
| 張名雅   | 韓 太                         | Dickson之母 聘請顧雙兒教兒子彈琴，發現被騙後報警，最後爲對方寫求情信（第7、13－15、18集） |
| 何珀廉   | Dickson                       | 韓太之子 方嘉杰、顧雙兒之學生（第7、13、15集） |
| 何美好   | Linda                         | 韓家管家（第7、13、15集） |
| 游莨維   | 阿 新                         | 顧青桐之同行（第7、20集） |
| 蕭徽勇   | 阿 康                         | 顧青桐之同行（第7集） |
| 李啟傑   | 阿 金                         | 顧青桐之同行（第7集） |
| 霍健邦   | 阿 花                         | 顧青桐之同行（第7集） |
| 陳靖雲   |                               | 靚女（第7集） |
| 黎日楠   |                               | 餐廳老闆（第7集） |
| 鍾凱琪   |                               | 新妻（第7集） |
|          |                               | 唱歌軍裝警員（第7－8、12、17集） |
| 林敬剛   | 江浩凡                        | 江Sir 警察／偵探 受顧靈珊所聘爲其辦事（第8－9、18－19、21、25集） |
| 鍾志光   | 泉 哥                         | 報紙檔老闆（第8、10、17集） |
| 周志康   | 劉世峰                        | Raymond 胡映雪之朋友 被控告強姦對方，最後收買其母親而脫罪（第8－10集） |
| 鄭啟泰   | 岑大狀                        | 代表律師（第8－10集） |
| 鄒兆霆   | 林子財                        | 酒保（第8－10集） |
| 周麗欣   | 麥佩賢                        | 法醫（第8集） |
| 蔡康年   |                               | 法官（第8－10集） |
| 李顯曜   |                               | 岑大狀之助手（第8－10集） |
| 楊家寶   | Ada                           | Wet妹（第8－9集） |
| 黎康祺   | Bonnie                        | Wet妹（第8－9集） |
| 朱樂洺   | Andy                          | 蒲吧男（第8集） |
| 周嘉全   | Nelson                        | 蒲吧男（第8集） |
| 林浩文   | Calvin                        | 蒲吧男（第8集） |
| 林浩文   | 觀眾（第26集）                | |
| 黃梓瑋   |                               | 老闆娘（第8集） |
| 李紹堅   |                               | 陪審團（第8－10集） |
| 李紹堅   | 途人（第11、13、21集）        | |
| 李紹堅   | 客人（第22、26集）            | |
| 鄭玉儀   |                               | 街坊（第8集） |
| 葉曉陽   |                               | 漫畫社老總（第8集） |
| 黃國華   |                               | 唱歌軍裝警員（第8、12、17集） |
| 陳狄克   | 張 生                         | 大廈管理員（第9集） |
| 劉家聰   | 王 生                         | 酒吧經理（第9集） |
| 利耀堂   |                               | 餐廳經理（第9集） |
| 張韡騰   | 朱大狀                        | 大律師（第10、14－15集） |
| 劉桂芳   | 嫦 姐                         | 便利店店員（第10－12集） |
| 區靄玲   | 盧女士                        | 胡映雪之母 被劉世峰收買作假口供（第10集） |
| 鬼 塚    |                               | 玩具店店主（第10－11集） |
| 威廉陳   |                               | 惡客（第10集） |
| 鄺國生   |                               | 酒樓經理（第10集） |
| 譚俊雄   |                               | 茶樓伙記（第11集） |
| 鄭雋熹   |                               | 客人（第11－12、15集） |
| 鄭雋熹   | 色士風手（第14、21－22集）    | |
| 黃厚仁   |                               | 肥仔（第12集） |
| 黃子桐   |                               | 劍擊手（第12集） 參見LEHK劍舍 |
| 黃子桐   | 途人（第13、21集）            | |
| 黃子桐   | 護士（第17集）                | |
| 黃子桐   | 客人（第22、26集）            | |
| 蔡國慶   | 發 叔                         | 賭神（第13集） |
| 梁皓楷   |                               | 賭客（第13、16集） |
| 顏文偉   |                               | 賭客（第13、16集） |
| 何泳芍   |                               | 便衣探員（第13集） |
| 何泳芍   | 觀眾（第26集）                | |
| 馬俊明   |                               | 便衣探員（第13集） |
| 葉家泓   |                               | 途人（第13集） |
| 關浩揚   |                               | 途人（第13、21集） |
| 陳嘉維   |                               | 途人（第13、21集） |
| 陳嘉維   | 客人（第22、26集）            | |
| 李善恆   |                               | 求婚男（第14、21集） |
| 黃潤成   |                               | 朱大狀之助手（第14－15集） |
| 黃耀文   |                               | 法官（第14集） |
| 潘冠霖   |                               | 法庭書記（第14－15集） |
| 蕭凱欣   | 郭女士                        | 控方證人（第14集） |
| 陳永昌   |                               | 獸醫（第14集） |
| 曾玉娟   | 聲 母                         | 李柏聲之病母（第14集） |
| 黃志榮   | 輝 父                         | 林子輝之父（第14集） |
| 歐陽燕萍 | 輝 母                         | 林子輝之母（第14集） |
| 王俊棠   | 方 生                         | 方嘉杰、嬅嬅之父 經常虐打妻子（第15集） |
| 潘芳芳   | 方 太                         | 方嘉杰、嬅嬅之母（第15集） |
| 黃語芊   | 嬅 嬅                         | 方嘉之妹（第15集） |
| 陳榮峻   | 張 生                         | 張文豪之父 程霄之中學同學（第15、22集） |
| 吳香倫   | 張 太                         | 張文豪之母（第15、22集） |
| 陳苑澄   | Cathy                         | 物理治療病人（第15集） |
| 鄧以豪   |                               | 牌友（第15集） |
| 明德豐   |                               | 牌友（第15集） |
| 姚文基   |                               | 牌友（第15集） |
| 利穎怡   |                               | 故事女囚犯（第15集） |
| 吳天兒   |                               | 故事女囚犯（第15集） |
| 羅毓儀   |                               | 客人（第15、17、23、26集） |
| 羅毓儀   | 主持（第20集）                | |
| 吳瑞庭   | 易先生                        | 出版社老闆（第16集） |
| 方麗盈   | Lulu                          | 漢堡包客人（第16集） |
| 唐家雄   |                               | 物理治療病人（第16集） |
| 徐貫國   |                               | 管理員（第16集） |
| 方哲翷   | 劉 政                         | 劉得勝、梁美恩之子（第17集） |
| 林 偉    | 羅文彪                        | 社團大哥 因誤傷劉得勝妻子導致其一直昏迷而被對方追求索償（第17、19集） |
| 方紹聰   |                               | 獸醫（第17集） |
| 盧海鷹   |                               | 觀眾（第17集） |
| 羅頌華   |                               | 食客（第17集） |
| 羅頌華   | 夥記（第18集）                | |
| 區偉權   |                               | 食客（第17集） |
| 關偉倫   | 關一鳴                        | 趙嬋之夫 趙君月之繼父 與趙君月不和，並搶走其母之骨灰以勒索其三十萬，後向顧靈珊透露趙君月實爲被亡妻收養，與顧家無血緣關係（第18、20－21集） |
| 包曉華   |                               | 包租婆（第18、20－21集） |
| 馮奕森   | 阿 虎                         | 羅文彪之兄弟（第18集） |
| 楊證樺   | 阿 雞                         | 羅文彪之兄弟（第18集） |
| 譚偉權   | 周大狀                        | 大律師（第18－19集） |
| 龔嘉欣   | 金倩欣                        | Josephine 葉子禮之妻，與其育有一女 顧靈珊之情敵 在丈夫提出離婚後到顧靈珊家並掌摑其（第19－20集） |
| 麥皓兒   | 勝 妹                         | 劉得勝之妹（第19集） |
| 江榮暉   |                               | 管房（第19集） |
| 簡新銳   |                               | 老人院院友（第19、21集） |
| 張曉晴   |                               | 裁判（第20集） |
| 沈豊軒   |                               | 劍擊手／裁判（第20、24集） |
| 陳嘉輝   | 鍾季思                        | Eric 精神科醫生（第21－23、25集） |
| 小 寶    | 顧小寶                        | 顧青桐想像中的顧小寶 出現於顧青桐的幻想中（第23集） |
| 趙樂賢   | 慕容凡                        | 出版社老闆（第23集） |
| 邵展鵬   |                               | 書迷（第23集） |
| 邵展鵬   | 客人（第26集）                | |
| 伍庭熾   |                               | 書迷（第23集） |
| 李璧琦   | 邱卓賢                        | Kristy 宋允基一案檢控官 莫翹之徒弟 顧靈珊之大學師姐 多年來大致上維持長勝不敗，只輸過兩宗案件（第24－26集） |
| 韓馬利   | 莫 翹                         | 莫官 宋允基一案法官 邱卓賢之師父（第24－26集） |
| 朱凱婷   | Queenie                       | 司徒北之妻（第24集） |
| 呂善婷   |                               | 陪審團（第24－26集） |
| 陳海琳   | Eva                           | 劍擊手（第24集） |
| 吳天佑   |                               | 醫生（第25集） |
| 鄭玉儀   |                               | 陪審團（第25集） |
| 劉沛寧   |                               | 聽審人士（第25集） |
| 劉煒全   | 鏘 父                         | 戴偉鏘之父（第25集） |
| 余秀玲   | 鏘 母                         | 戴偉鏘之母（第25集） |
| 陳建文   |                               | 表演者（第26集） |
| 鄭智雄   |                               | 總裁判（第26集） |
| 容永華   |                               | 裁判（第26集） |
| 陳少珊   |                               | 劍擊手（第26集） |
| 陸 艷    |                               | 劍擊手（第26集） |
| 張淅蕾   |                               | 劍擊手（第26集） |
| 林鈺琳   |                               | 劍擊手（第26集） |

## 收視
本劇於香港無綫電視翡翠台直播收視之紀錄：
| 週次 | 集數   | 日期                         | 直播收視 | 備註                                          |
| 1    | 01－05 | 2021年8月9日－2021年8月13日  | 20.0點   |                                               |
| 2    | 06－10 | 2021年8月16日－2021年8月20日 | 20.8點   |                                               |
| 3    | 11－15 | 2021年8月23日－2021年8月27日 | 21.0點   |                                               |
| 4    | 16－20 | 2021年8月30日－2021年9月3日  | 21.9點   |                                               |
| 5    | 21－26 | 2021年9月6日－2021年9月11日  | 21.4點   | 星期一至星期五收視為21.4點 星期六收視為21.2點 |
| 全劇 | 全劇   | 全劇                         | 21.02點  |                                               |

《七公主》七天跨平台全劇平均收視23.5點。

## 歌曲
| 主唱   | 歌曲                                          | 作曲        | 填詞   | 編曲                 | 監製           |
| 譚嘉儀 | 你我她（主題曲） （页面存档备份，存于）       | 張美賢      | 徐洛鏘 | Johnny Yim           | 何哲圖、韋景雲 |
| 谷婭溦 | 該如何放棄愛（片尾曲） （页面存档备份，存于） | 曾翠如      | 曾翠如 | Jonnic Lee Thompsett | 韋景雲         |
| 譚嘉儀 | Can You Hear（劇中歌曲）                      | Wayne James | 鄺靜欣 | 朱俊傑               | 何哲圖、朱俊傑 |
| 谷婭溦 | 月亮代表我的心（劇中歌曲）                    | 孫儀        | 翁清溪 | 朱俊傑               | 何哲圖、朱俊傑 |
| 吳若希 | 似水流年（劇中歌曲）                          | 喜多郎      | 鄭國江 | 朱俊傑               | 何哲圖、朱俊傑 |
| 譚嘉儀 | 美少女戰士（劇中歌曲）                        | 向雪懷      | 黃尚偉 |                      |                |

## 獎項及提名

### 萬千星輝頒獎典禮2021
| 年份   | 獎項                      | 單位                                           | 結果     |
| ------ | ------------------------- | ---------------------------------------------- | -------- |
| 2021年 | 最佳劇集                  | 《七公主》                                     | 獲獎     |
| 2021年 | 馬來西亞最喜愛TVB電視劇集 | 《七公主》                                     | 提名     |
| 2021年 | 最佳女主角                | 黃翠如                                         | 提名     |
| 2021年 | 最佳女主角                | 林夏薇                                         | 獲獎     |
| 2021年 | 最佳女主角                | 高海寧                                         | 最後十強 |
| 2021年 | 馬來西亞最喜愛TVB女主角   | 黃翠如                                         | 最後五強 |
| 2021年 | 馬來西亞最喜愛TVB女主角   | 林夏薇                                         | 提名     |
| 2021年 | 馬來西亞最喜愛TVB女主角   | 高海寧                                         | 提名     |
| 2021年 | 最受歡迎電視男角色        | 鄭子誠（沈昭然）                               | 提名     |
| 2021年 | 最受歡迎電視男角色        | 徐 榮（王 男）                                 | 最後十強 |
| 2021年 | 最受歡迎電視男角色        | 丁子朗（宋允基）                               | 提名     |
| 2021年 | 最受歡迎電視女角色        | 黃翠如（顧靈珊）                               | 最後十強 |
| 2021年 | 最受歡迎電視女角色        | 林夏薇（顧語嫣）                               | 提名     |
| 2021年 | 最受歡迎電視女角色        | 高海寧（顧青桐）                               | 提名     |
| 2021年 | 最受歡迎電視女角色        | 江嘉敏（顧雙兒）                               | 提名     |
| 2021年 | 最受歡迎電視女角色        | 陳 瀅（趙君月）                                | 提名     |
| 2021年 | 最受歡迎電視女角色        | 鄺潔楹（方楚瑜）                               | 提名     |
| 2021年 | 最佳男配角                | 陸 永                                          | 提名     |
| 2021年 | 最佳男配角                | 鄭子誠                                         | 提名     |
| 2021年 | 最佳男配角                | 徐 榮                                          | 提名     |
| 2021年 | 最佳男配角                | 丁子朗                                         | 提名     |
| 2021年 | 最佳女配角                | 江嘉敏                                         | 最後十強 |
| 2021年 | 最佳女配角                | 陳 瀅                                          | 提名     |
| 2021年 | 最佳女配角                | 鄺潔楹                                         | 提名     |
| 2021年 | 飛躍進步男藝員            | 吳子冲                                         | 提名     |
| 2021年 | 飛躍進步男藝員            | 丁子朗                                         | 獲獎     |
| 2021年 | 飛躍進步男藝員            | 謝東閔                                         | 提名     |
| 2021年 | 飛躍進步女藝員            | 陳曉華                                         | 提名     |
| 2021年 | 飛躍進步女藝員            | 陳 瀅                                          | 最後五強 |
| 2021年 | 飛躍進步女藝員            | 江嘉敏                                         | 提名     |
| 2021年 | 飛躍進步女藝員            | 鄺潔楹                                         | 最後十強 |
| 2021年 | 飛躍進步女藝員            | 劉佩玥                                         | 最後十強 |
| 2021年 | 最受歡迎電視歌曲          | 你我她（譚嘉儀主唱）                           | 提名     |
| 2021年 | 最受歡迎電視歌曲          | 該如何放棄愛（谷婭溦主唱）                     | 提名     |
| 2021年 | 最受歡迎電視拍檔          | 黃翠如、林夏薇、高海寧、 江嘉敏、陳 瀅、鄺潔楹 | 提名     |

## 外部連結
- 食正劍擊熱！《七公主》熱血．勵志．破格．親情共冶一爐 - TVB Weekly （页面存档备份，存于）
- 延續奧運熱 熱血勵志劇《七公主》提前8.9播映 - TVB Weekly （页面存档备份，存于）
- 《七公主》姊妹淘成長路 - TVB Weekly （页面存档备份，存于）
- 豆瓣电影上《七公主》的資料 （简体中文）